# Zespół Regionalny „Mietniowiacy”
Zespół Regionalny „Mietniowiacy” – regionalny, folklorystyczny zespół pieśni i tańca, który powstał pod koniec lat 50. w małopolskiej wsi Mietniów, obecnie działający pod patronatem Centrum Kultury i Turystyki w Wieliczce. Jego członkowie kultywują tradycje regionu krakowskiego, ale w prezentowanym przez nich repertuarze znajdują się również tańce ludowe z innych części Polski. Na repertuar zespołu, obok tańców i przyśpiewkek regionu krakowskiego, składają się również widowiska obrzędowe, np.: Noc Świętojańska, Siuda Baba, obrzędy wiosenne, dożynkowe jak również wesele krakowskie. Obecnie zespół tworzą trzy grupy: dzieci, młodzież i dorośli, spośród których wyróżniono dzieci nadając im nazwę „Mali Mietniowiacy”.

## Osiągnięcia
Zespół jest laureatem wielu przeglądów powiatowych i wojewódzkich, występował też na festiwalach folklorystycznych za granicą. Do ważniejszych osiągnięć należą:
- Dyplom Honorowy Ministra Kultury i Sztuki za osiągnięcia w upowszechnianiu kultury - 1981
- Złota Odznaka za zasługi dla ziemi krakowskiej - 1982
- I miejsce w Przeglądzie Tańca Ludowego – Proszowice 1999
- I miejsce w Wojewódzkim Przeglądzie Tańca Ludowego – Szczurowa 1999
- Wyróżnienie dla „Małych Mietniowiaków” w Przeglądzie Dziecięcych Zespołów Regionalnych – Łoniowa 2001
- I miejsce w Przeglądzie Zespołów Regionalnych – Szczurowa 2002
- III miejsce Grupy Śpiewaczej w Małopolskim Przeglądzie Zespołów Regionalnych – Szczurowa 2003
- Wyróżnienie w Międzyzdrojskim Festiwalu Seniorów „Barwy Jesieni” – Międzyzdroje 2003
- I miejsce w kat. suita regionalna oraz III miejsce w kat. kapele i ponadto Nagroda Specjalna dla Najmłodszego Szefa Kapeli Aleksandra Bicza w III Ogólnopolskim Festiwalu Folklorystycznym „Lato nad Świną” - Świnoujście 2004
- I nagrodę za obrzędy regionu wielickiego w IV Ogólnopolskim Festiwalu Folklorystycznym „Lato nad Świną”- Świnoujście 2005
- Specjalna Nagroda Ministra Kultury w Dziedzinie Ochrony i Upowszechniania Kultury Narodowej - 2005
- Nagroda „Perłowej Muszli Bałtyku - Grand Prix” za całokształt prezentacji festiwalowych na V Festiwalu Folkloru i Sztuki Ludowej „Lato nad Świną” - Świnoujście 2006.